# Kihoku (Ehime)
El Pueblo de Kihoku (鬼北町 Kihoku-chō?) es un pueblo del Distrito de Kitauwa en la Región de Nanyo de la Prefectura de Ehime. Ocupa la cuenca del Río Hiromi (広見川 Hiromi-gawa?), un afluente del Río Shimanto. Se forma el 1° de enero de 2005 como consecuencia de la fusión del Pueblo de Hiromi y la Villa de Hiyoshi, ambas del Distrito de Kitauwa.

## Origen del nombre
La denominación Kihoku (鬼北?) hace referencia a los territorios que se encuentran al norte del Monte Onigajo (鬼が城山 Onigajō-san?). Es una denominación muy arraigada en la región y existió mucho antes de que surgieran las deliberaciones para determinar el nombre del nuevo pueblo. Incluso en 1955, al momento de la elección del nombre para lo que finalmente terminaría llamándose Pueblo de Hiromi, Pueblo de Kihoku había sido una de las opciones.
También es cierto que en realidad incluye además del Pueblo de Hiromi y la Villa de Hiyoshi, lo que fueron los pueblos de Matsuno y Mima, ambos son en la actualidad parte de la Ciudad de Uwajima.

## Características
Ocupa la Depresión de Kihoku (鬼北盆地 Kihoku-bonchi?), exceptuando lo que fue el Pueblo de Mima, y las zonas montañosas que la rodean. Hacia el este limita con la Prefectura de Kōchi.
El monte más alto es el Monte Takatsuki (高月山 Takatsuki-san?) de 1.228 m, en el límite con el Pueblo de Matsuno. Los ríos más importante son el Río Hiromi, el Río Mima (三間川 Mima-gawa?) y el Río Nara (奈良川 Nara-gawa?), entre otros.
Limita con las ciudades de Uwajima y Seiyo, y el Pueblo de Matsuno del Distrito de Kitauwa, todas en la Prefectura de Ehime. Además limita con los pueblos de Yusuhara (檮原町 Yusuhara-chō?) y Shimanto (四万十町 Shimanto-chō?), ambas del Distrito de Takaoka (高岡郡 Takaoka-gun?) en la Prefectura de Kochi.

## Historia
- 2005: el 1° de enero se forma por la fusión del Pueblo de Hiromi con la Villa de Hiyoshi. El primer chocho (町長 chōchō?) electo fue quien fuera el último chocho del Pueblo de Hiromi.

## Accesos

### Ferrocarril
- Línea Yodo (予土線 Yodo-sen?)
  - Estación Fukata
  - Estación Chikanaga
  - Estación Izume

### Rutas
- Ruta Nacional 197
- Ruta Nacional 320
- Ruta Nacional 381
- Ruta Nacional 441